# Parti de l'Unité (Chine)
Pour les articles homonymes, voir Parti de l'unité.
Le Parti de l'Unité (統一黨) est un éphémère parti politique qui existe en Chine de 1912 à 1913.

## Histoire
Le Parti de l'Unité est fondé à Shanghai le 2 mars 1912, par la fusion de l'Association unie républicaine chinoise de Zhang Binglin, du Consortium constitutionnel préliminaire de Zhang Jian, et d'anciens officiels et de propriétaires aristocrates locaux.
En tant qu'ancien membre du Tongmenghui et chef de la société de restauration, Zhang Binglin crée l'Association unie républicaine chinoise début 1912 pour participer à la politique de la nouvelle république. Zhang Jian est une figure importante du mouvement constitutionnel de la fin de la période Qing. Lui et Zhang Binglin veulent former une grande coalition pour contrer le Tongmenghui radical dans le gouvernement provisoire de Nankin (en).
Le parti de l'Unité est formé avec pour chefs Zhang Binglin, Cheng Dequan, Zhang Jian, et Xiong Xiling. Parmi les autres membres fondateurs se trouvent Tang Soqian, Tang Shaoyi et Tang Hualong. Le Parti de l'Unité tient également différents ministères dans le gouvernement provisoire, Zhang Jian est par exemple ministre du Commerce, Cheng Dequan est ministre des Affaires internes, et Tang Soqian est ministre des Communications. En avril 1912, le parti installe son quartier-général à Pékin en même temps que le gouvernement temporaire.
Le Parti de l'Unité est l'un des alliés potentiels du gouvernement de Yuan Shikai. Bien qu'ayant fondé le Parti, Zhang Binglin est invité à devenir conseiller de Yuan et Cheng Dequan est nommé gouverneur de la province du Jiangsu lorsque le sénat provisoire est ouvert. Wu Jinglian, du Parti de l'Unité, est également élu comme président du sénat à la place de Lin Sen du Tongmenghui.
Sous la gouvernance de Yuan Shikai et de Liang Qichao, le Parti de l'Unité, le Parti démocratique et le Parti républicain fusionnent pour former le Parti progressiste le 29 mai 1913. Ce nouveau parti devient le représentant des pro-Yuan à l'Assemblée nationale.